# Championnats de Tanzanie de cyclisme sur route
Les championnats de Tanzanie de cyclisme sur route sont les championnats nationaux de cyclisme sur route organisés par la Fédération tanzanienne de cyclisme.

## Hommes

### Podiums de la course en ligne
| Année | Vainqueur        | Deuxième     | Troisième       |
| ----- | ---------------- | ------------ | --------------- |
| 2013  | Emmanuel Mathias | Gerald Konda |                 |
| 2019  | Richard Laizer   | Masunga Duba | Maulid Aman     |
| 2023  | Frank Malick     | Nkewe Hamisi | Malaike Leonard |

### Podiums du contre-la-montre
| Année | Vainqueur      | Deuxième        | Troisième      |
| ----- | -------------- | --------------- | -------------- |
| 2013  | Hamisi Mkoma   | Gasper Navarona | Masunga Duba   |
| 2019  | Richard Laizer |                 |                |
| 2023  | Hassan Sharif  | Gerald Konda    | Richard Laizer |